# 朱夫人 (宋度宗)
朱夫人（13世纪—1276年），南宋嫔妃，宋度宗的美人。

1276年正月廿二，元朝伯颜丞相进入临安府，二月廿二，元朝大军押送南宋皇族到元朝大都。四月廿七到达上都。五月初二，拜见元世祖。五月十一，元世祖封宋恭帝为瀛国公，任命为检校大司徒、开府仪同三司。五月十二，安康朱夫人和安定陈才人及两个侍女，沐浴焚香之后，用抹胸自缢而死。朱夫人留下《袖中遗诗》：
不免辱国，幸免辱身。不辱父母，免辱六亲。艺祖受命，立国以仁。中兴南渡，计三百春。身受宋禄，羞为北臣。大难既至，劫数回轮。妾辈之死，守于一贞。焚香设誓，代书诸绅。忠臣义士，期以自新。丙子五月吉日泣血书。
五月十三日，元世祖得知大怒，将四人的尸体不用棺椁直接埋在土里，割下她们的头颅挂在宋恭帝母亲全太后的寓所，以儆效尤。